# Pallud
Pallud település Franciaországban, Savoie megyében. Lakosainak száma 792 fő (2022. január 1.). Pallud Albertville, Allondaz, Césarches, Mercury, Thénésol és Venthon községekkel határos.

## Népesség
A település népességének változása:
| Lakosok száma | 742  | 756  | 787  | 780  | 792  | 789  | 794  | 799  | 792  |
|               | 2013 | 2015 | 2016 | 2017 | 2018 | 2019 | 2020 | 2021 | 2022 |